# Paul London
Paul Michael London (Austin (Texas), 16 april 1980) is een Amerikaans professioneel worstelaar. Hij was actief in het World Wrestling Entertainment (WWE).
London werkte voorheen voor Total Nonstop Action Wrestling (TNA), Ring of Honor (ROH), en verschillende onafhankelijke en Japanse promoties. London heeft de bijnaam gekregen "Excellence of Innovation" vanwege zijn innovatieve high-flying stijl van worstelen.

## Carrière
London sloot hij zijn high school af en ging naar de universiteit. Tijdens zijn studie trainde hij in een nabije worstelschool om professioneel worstelaar te worden. London vertelde niets over deze ambitie aan zijn ouders, en informeerde ook de eerste drie jaar zijn familie niet over zijn ambitie om professioneel worstelaar te worden, omdat hij bang was dat ze hem zouden onterven. Hij verliet uiteindelijk de universiteit zonder diploma om zich te concentreren op zijn worstelcarrière.
Londons belangrijkste bekendheid komt van zijn werk voor de Ring of Honor promotie. Tijdens die periode werden Londons matches vaak vergezeld doordat de fans "please don't die" riepen als een referentie aan zijn wilde stijl. Terwijl hij in ROH worstelde feude London met Spanky en had belangrijke matches tegen andere worstelaars die door Shawn Michaels getraind waren zoals Bryan Danielson en Matt Bentley. Londons laatste match in ROH was een gefaalde poging om de ROH World Champion, Samoa Joe van zijn troon te stoten.
Hij werkte ook een korte tijd voor Total Nonstop Action Wrestling in 2003. Hij deed hiervoor drie verschijningen voor de promotie tijdens het jaar.
London tekende een WWE Ontwikkelings deal in het midden van 2003 waarbij hij een aantal dark matches worstelde voordat hij naar zijn ontwikkelings gebied Ohio Valley Wrestling werd gezonden op 30 augustus 2003. London maakte zijn officiële WWE televisie debuut voor SmackDown! waarbij hij verloor van Brock Lesnar in een try-out match op 9 oktober 2003.
Hij begon later te worstelen in een tag team met andere cruiserweight en voormalige ROH ster, Spanky. Het team was een belangrijke verschijning op de zustershow van SmackDown!, WWE Velocity tot Spanky het bedrijf verliet.
Hierna kreeg London een nieuwe tag team partner, Billy Kidman. Dit team had meer succes en won de WWE Tag Team Championship van Dudley Boyz op 8 juli 2004.
De periode dat dit face team kampioen was kwam plots tot een einde toen Kidman zich tegen London keerde, en hem achterliet om in zijn eentje een tag team titel match te vechten. De heel turn kwam nadat er een echte blessure had plaatsgevonden op 24 augustus 2005 opname van SmackDown! waarbij Billy Kidman's Shooting Star Press bij Chavo Guerrero een hersenschudding veroorzaakte en naar het ziekenhuis gebracht moest worden. London en Kidman gingen door met hun feud voor een aantal maanden tot London in de race voor het WWE Cruiserweight Championship werd geplaatst.
In 2005 begon hij een feud met Chavo Guerrero waarbij London later het WWE Cruiserweight Championship won in een Cruiserweight Battle Royal op 31 maart 2005.
Het paar ging door met hun feud en had een Cruiserweight titel match op 23 juni 2005, maar deze titel match werd snel verstoord door The Mexicools, die ook de rematch de week daarna verstoorden. Op 14 juli 2005 teamde London met Scotty 2 Hotty en Funaki om te vechten tegen The Mexicools. Aan het einde voerde Juventud een 450 Splash uit op London om te winnen, waarbij hij hem bijna blesseerde.
Als een resultaat van het grote aantal blessures werd de cruiserweight sterren gevraagd door het WWE management om hun hoog-vliegende stijl te minderen, waarbij de 450 splash en de shooting star press geband werden. Paul London gebruikte de shooting star op 30 juli 2005 in een WWE Velocity match met Nunzio, werd achteraf verteld dat hij de move niet meer kon gebruiken en een nieuwe finisher moest verzinnen. Ironisch genoeg was hij degene die geblesseerd was geraakt door een 450 splash voor de beslissing was genomen. Hij was duidelijk getroffen en ging zelfs naar Vince McMahon om zijn blik hierop te uiten. London verloor uiteindelijk de WWE Cruiserweight titel op 6 augustus 2005 in de volgende aflevering van WWE Velocity aan Nunzio, een duidelijk sein dat zijn ontmoeting met McMahon niet goed werd ontvangen.
London werd toen van tv gehaald en er werd gezegd dat hij thuis was om met familie ziekte af te rekenen. London had toen een kortdurende heel turn waarbij hij klaagde over zijn behandeling in de WWE, hij gebruikte vele tactieken dte het publiek niet plezierden, zoals klagen bij de scheidsrechter tijdens het worstelen en probeerde nieuwe moves die hij als nieuwe finisher kon gebruiken. Tijdens die periode had hij een lange verlies-streak tot hij terugkeerde als face en opnieuw een team vormde met de opnieuw ingehuurde Brian Kendrick, die voorheen bekendstond als Spanky.
Op de editie van Velocity op 17 december hernieuwde het team hun imago. Ze droegen maskers, zoals die gebruikt worden in het theater naar de ring en matchende glimmende paarse, en later blauwe, vesten en korte broeken. Het nieuwe imago bracht nieuw leven in het team die later een indrukwekkende indruk maakten tegen de toenmalige tag team champions, MNM. Op 7 april 2006 tijdens SmackDown! vochten London and Kendrick opnieuw tegen MNM, en wonnen die keer in een niet-titel match tegen de tag team champions. London en Kendrick gingen door met hun winst streak tegen de kampioenen, waaronder singles overwinningen voor zowel Kendrick als London op Johnny Nitro en Joey Mercury. Het duo versloeg MNM tijdens WWE Judgement Day 2006 en werden zo de WWE Tag Team Champions.
Als WWE Tag Team Champions bleven Kendrick en London de titel succesvol verdedigen tegen andere tag teams op de SmackDown! Show; waaronder The Mexicools en The Pit Bulls.
London was vrijgegeven van zijn WWE contract op 7 november 2008.

## In worstelen
- Finishers
  - Calling London (450 splash)
  - London Calling - in WWE (Shooting star press) / London Star Press - in ROH
  - Legsweep DDT - in ROH
  - London Star Press (Standing shooting star press)

- Signature moves
  - Dropsault
  - Waffle Face (Sky lift double chicken wing into a sit-out faceplant)
  - Bridging fallaway slam
  - Mushroom stomp
  - Running enzuigiri
  - Dragon suplex
  - Superkick
  - Somersault plancha
  - Over-the-shoulder neck hold into a faceplant

## Kampioenschappen en prestaties
- East Coast Wrestling Association
  - ECWA Super 8 Tournament Winnaar (2003)

- Extreme Texas Wrestling
  - ETW Television Championship (1 keer)

- Funkin' Conservatory
  - FC United States Championship (1 keer)
  - FC Television Championship (1 keer)
  - FC Hardcore Championship (1 keer)
  - FC Tag Team Championship (1 keer)

- World Wrestling Entertainment
  - WWE Cruiserweight Championship (1 keer)
  - WWE Tag Team Championship (2 keer; 1x met Billy Kidman en 1x met Brian Kendrick)
  - WWE World Tag Team Championship (1 keer; met Brian Kendrick)

- Andere titels
  - CTPW Cruiserweight Championship (1 keer)
  - NWA Texas Television Championship (1 keer)
  - PCW Television Championship (1 keer)

- Wrestling Observer Newsletter
  - 2004 Meest onderschatte worstelaar